# ZEN V

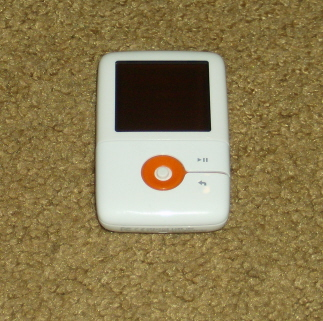
ZEN V

ZEN V och ZEN V Plus är en digital ljudspelare från Creative. Spelaren har en 1.5"-skärm med upplösningen 128x128 pixlar. ZEN V-serien började produceras under 2006 och konkurrerade med bland annat Apple iPod, SanDisk Sansa och Microsoft Zune. Användargränssnittet, som patenterades av Creative den 9 januari 2005, är detsamma som används i Creatives ZEN Vision:M. Creative har stämt Apple för att ha använt detta system i sina spelare, vilket resulterade i ett skadestånd på 100 miljoner dollar.
Skillnaden mellan ZEN V och ZEN V Plus är att senare även stödjer videouppspelning och FM-radio.

## Specifikationer

### Båda spelarna
- Dimensioner: 6,9 cm x 4,3 cm x 1,5 cm
- Vikt: 42 gram
- Bildskärm: 1.5" OLED-skärm
- Upplösning: 128x128 pixlar
- Batteri typ: uppladdningsbart, inbyggt litiumjonbatteri
- Stödda audioformat: MP3, WMA, WAV, Audible, och poddradio (via ZENCast Organizer)
- Stödda bildformat: JPEG
- Egendefinierade bakgrunder: JPEG
- USB: High-Speed 2.0, 1.1
- Brusavstånd: upp till 92dB
- Frekvensområde: 20Hz - 20kHz
- Ljudinspelning: ja
- "Line-in"-inspelning: ja
- Batteriladdning: Laddas via strömadapter eller USB
- Albumsomslag: stöds
- Systemkrav: Windows Vista eller Windows XP utan drivrutiner. Spelaren fungerar dock tillsammans med Windows 2000 och Windows 98 SE med drivrutinsinstallation

### ZEN V
- 1, 2, och 4GB

Färger

- 1GB: Svart/orange, vit/orange, vit/röd
- 2GB: Vit/grön, svart/grön
- 4GB: Svart/blå

### ZEN V Plus
- 1, 2, 4, och 8GB
- Stödda videoformat: okomprimerad AVI, de flesta andra vanliga format kan konverteras genom det medföljande programmet
- FM-radio: ja

Färger

- 1GB: Svart/orange, vit/orange, vit/röd
- 2GB: Svart/grön, rosa/vit, vit/grön
- 4GB: Svart/blå
- 8GB: Svart/blå, svart/röd